# JR貨物UM14A形コンテナ
UM14A形コンテナ（UM14Aがたコンテナ）は、日本貨物鉄道（JR貨物）輸送用として籍を編入している20ft級・床面積14m3の私有コンテナ（無蓋コンテナ）である。
形式の数字部位 「 14 」は、無蓋コンテナの床面積を元に決定される。このコンテナの床面積となる14㎥の算出は、厳密には端数四捨五入計算の為に、内容積13.5 - 14.4㎥の間に属するコンテナが対象となる。
また形式末尾のアルファベット一桁部位 「 A 」は、コンテナの使用用途（主たる目的）が「普通品（いわゆる、非危険品の輸送）」を表す記号として、付与されている。

## 特記事項

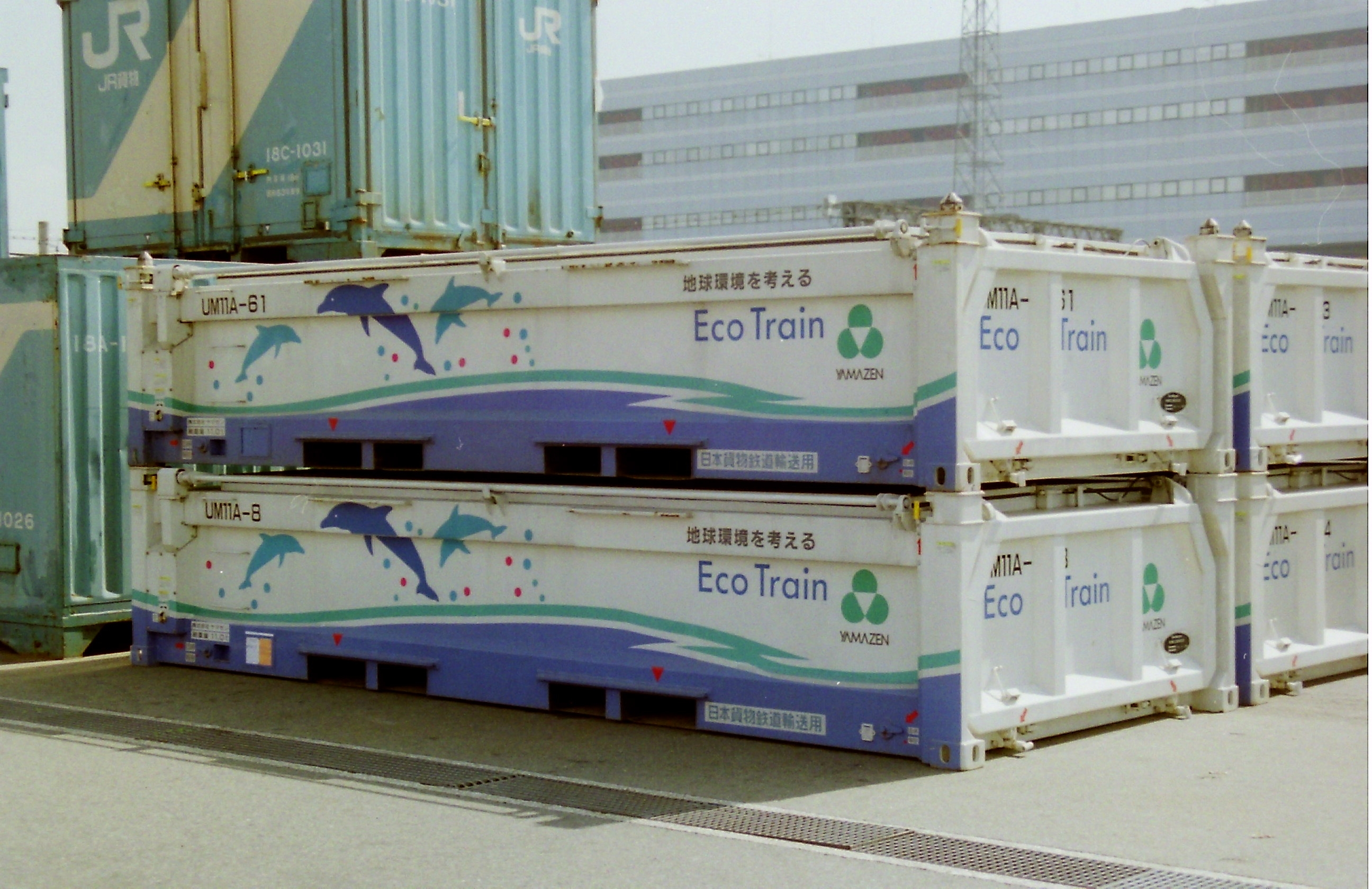
焼却灰輸送用、ダンプ式無蓋コンテナを二段積みにして、左端のコンテナと同等の高さに収めた事例。(東京(タ)にて、1997年10月撮影)

無蓋コンテナの形式によっては、汎用コンテナと同等の高さがあったり、逆に1／8サイズの板型の様に8段（12ftの場合）又は、1／4サイズの薄型の様に4段（20ftの場合）に積み上げてやっとドライコンテナと同等の高さに達するなど、他形式ではタンクコンテナ以外では見られない様な、見た目が多種多彩に入り乱れているのも無蓋コンテナ形式の特徴となっている。
さらに大きな特徴として、個々の構造にもよるが例えば段積み可能構造のコンテナで、輸送後に空コンとなった無蓋コンテナを2 - 4段に積み上げて一個の箱型コンテナ状に仕立てて、回送する方法も近年は盛んに利用されている。これは、通常は私有コンテナとしての空コン回送料金には、ある程度の割引料金が適用されるものの、例えば四個の無蓋コンテナを別々に回送すると四倍の料金が必要となる。これに対して、元々段積みできる構造の場合では四段に積み上げて一個分だけのコンテナとしての回送料金となる。

## 番台毎の概要

### 0番台
1 - 4
所有者不明。
5 - 7
名古屋臨海鉄道所有。 (総重量12.3t／自重2.3t)
※ 回送返空時は3段重ね積みが可能。
8 - 13
知多通運所有。 (総重量12.3t／自重2.3t)
※ 回送返空時は3段重ね積みが可能。

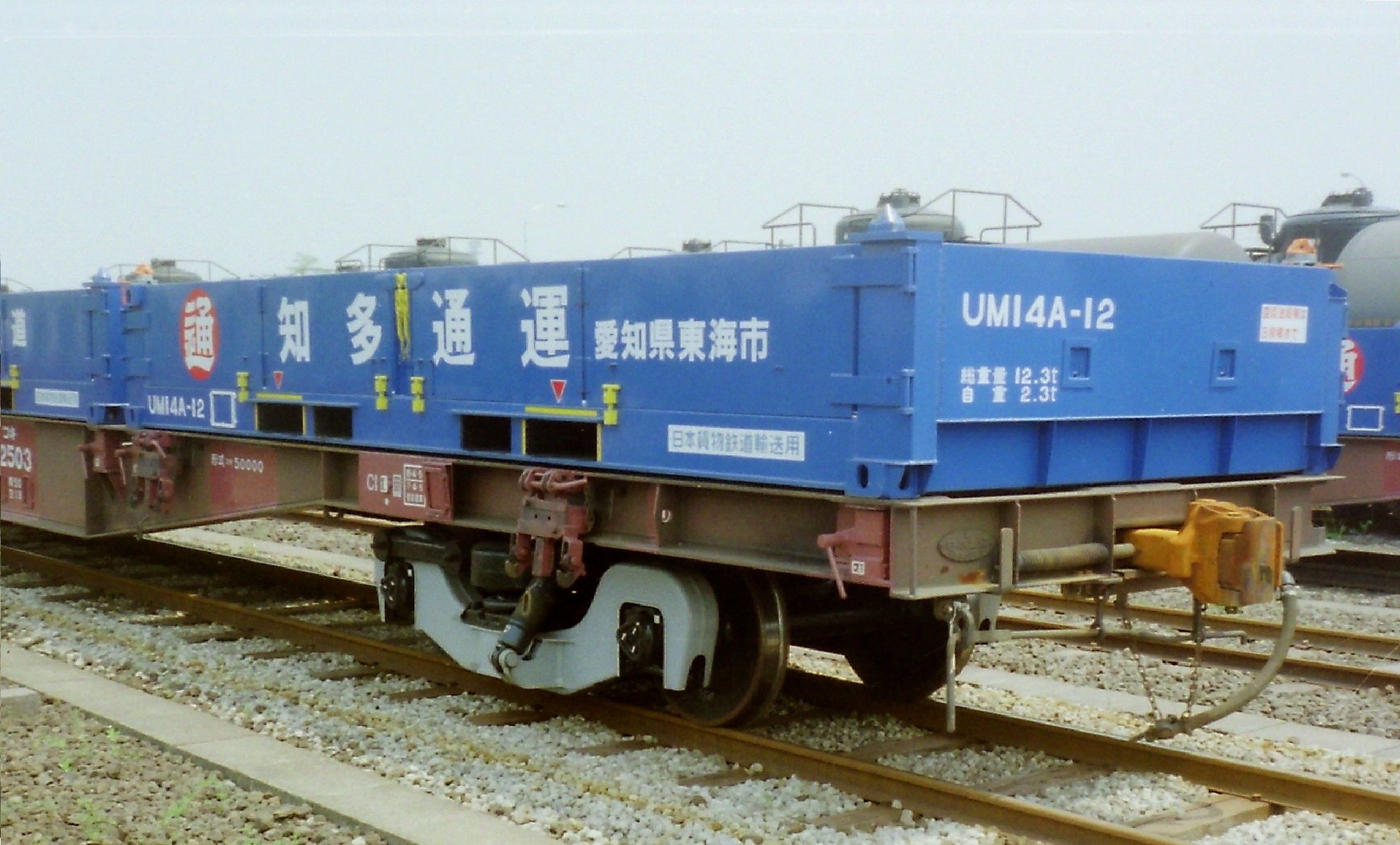
UM14A-12 知多通運所有。

14
所有者不明。
15 - 19
中越通運所有。 (総重量12.3t／自重2.3t)
※ 回送返空時は3段重ね積みが可能。

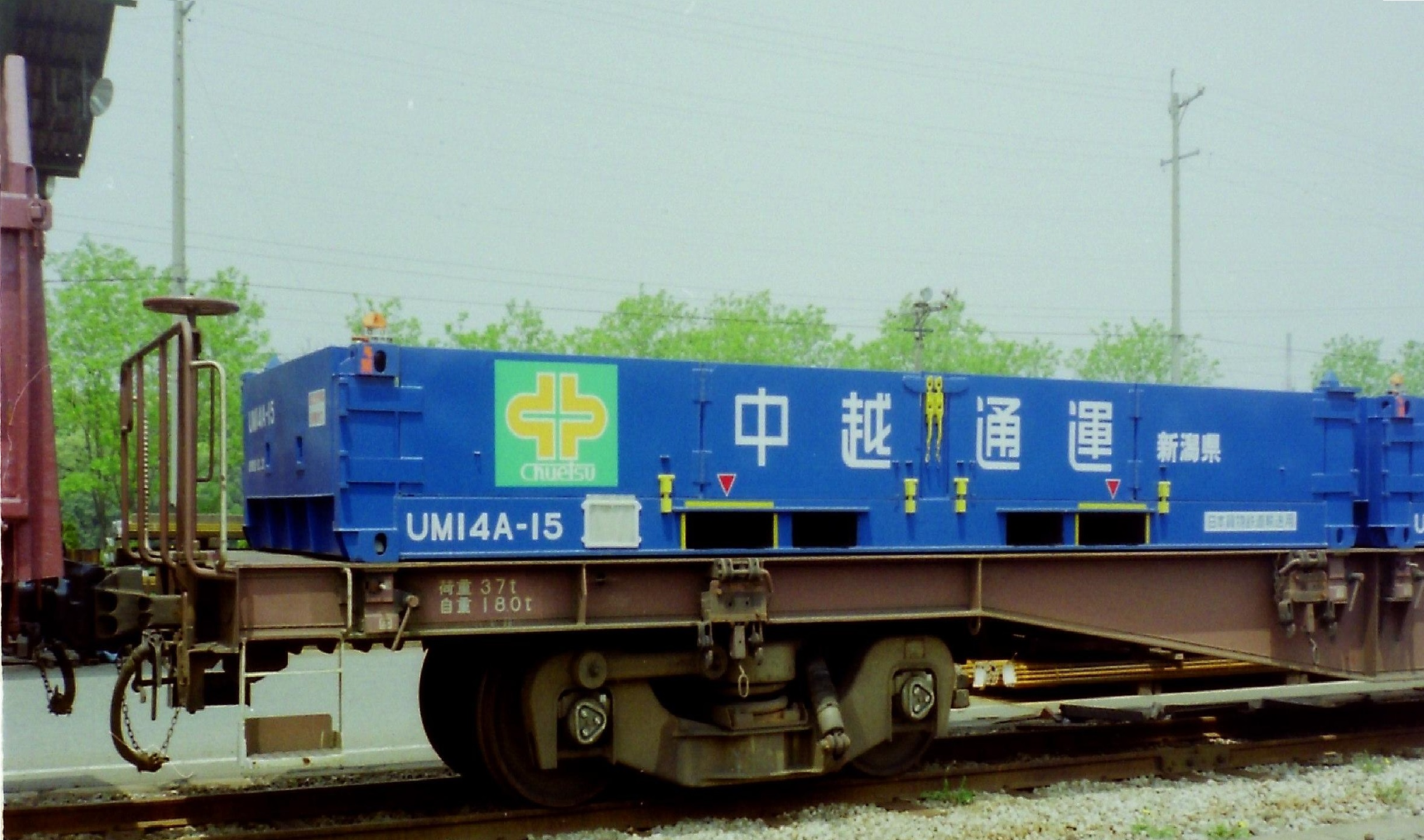
UM14A-15 中越通運所有。

20 - 49
大同特殊鋼 ・ 愛知製鋼共同所有。 (総重量12.3t／自重2.3t)
※ 回送返空時は3段重ね積みが可能。

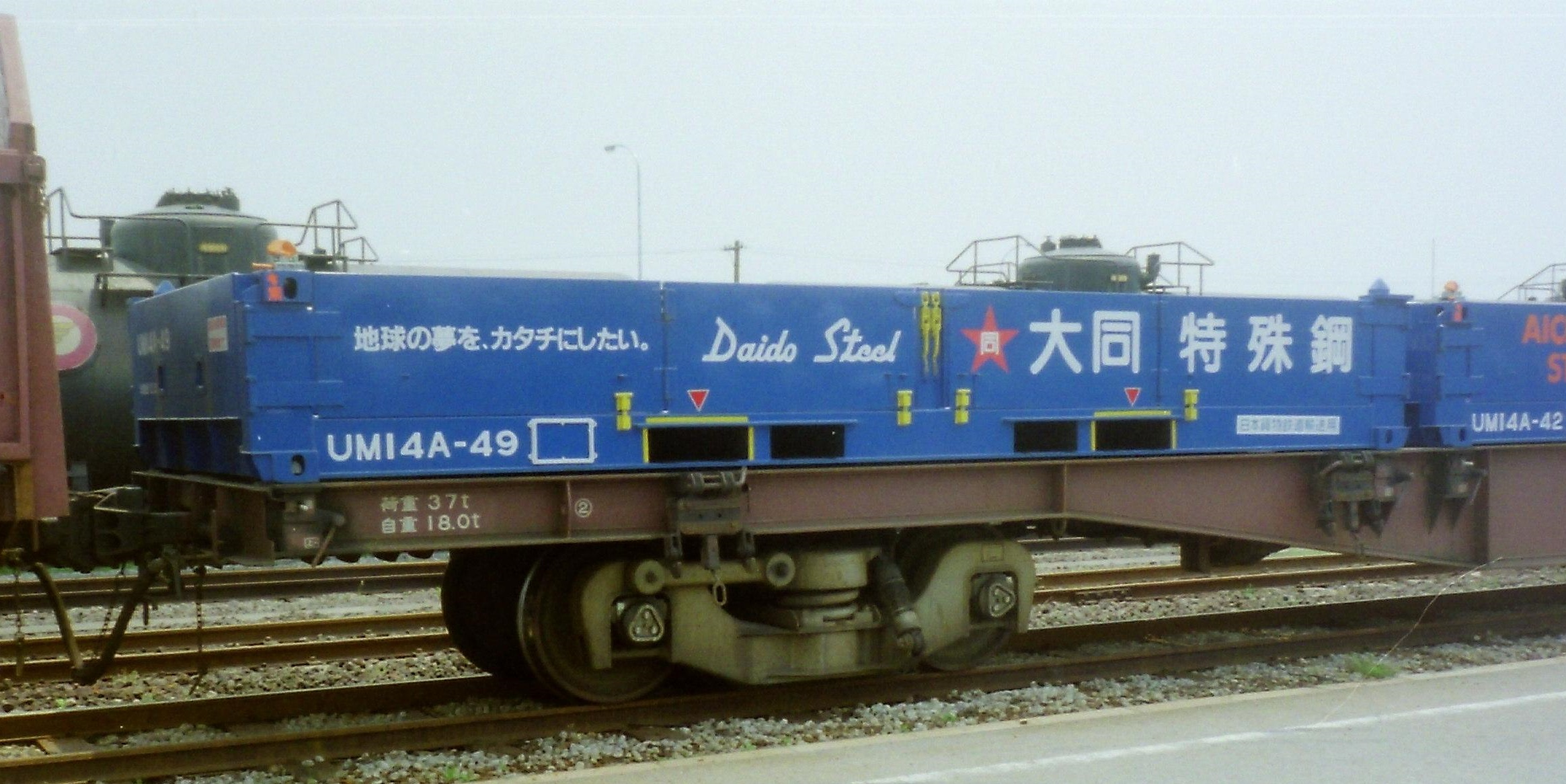
UM14A-49 大同特殊鋼表記側。
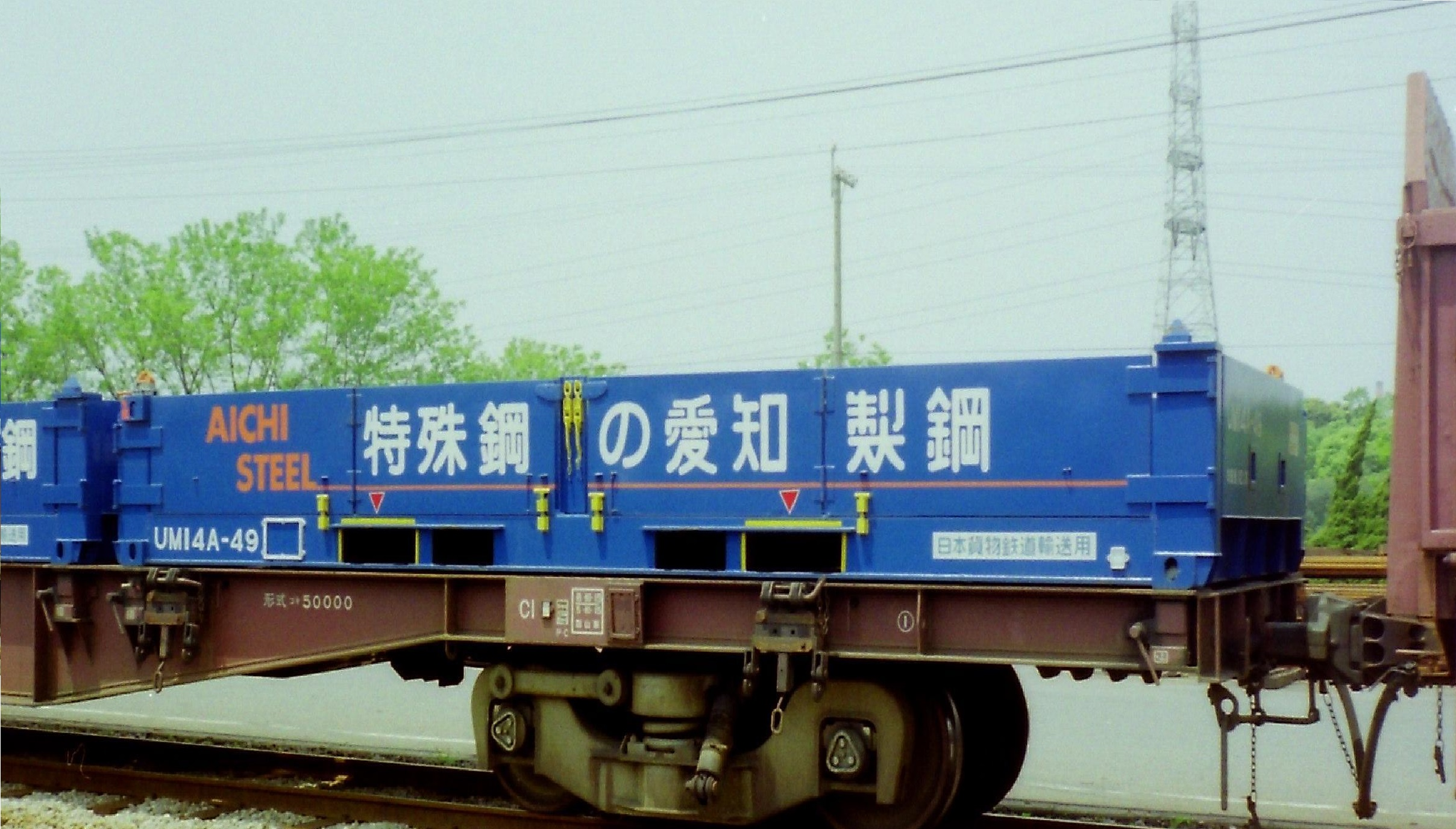
UM14A-49 愛知製鋼表記側。

50 - 69
知多通運所有。 (総重量12.3t)
※ 回送返空時は4段重ね積みが可能。

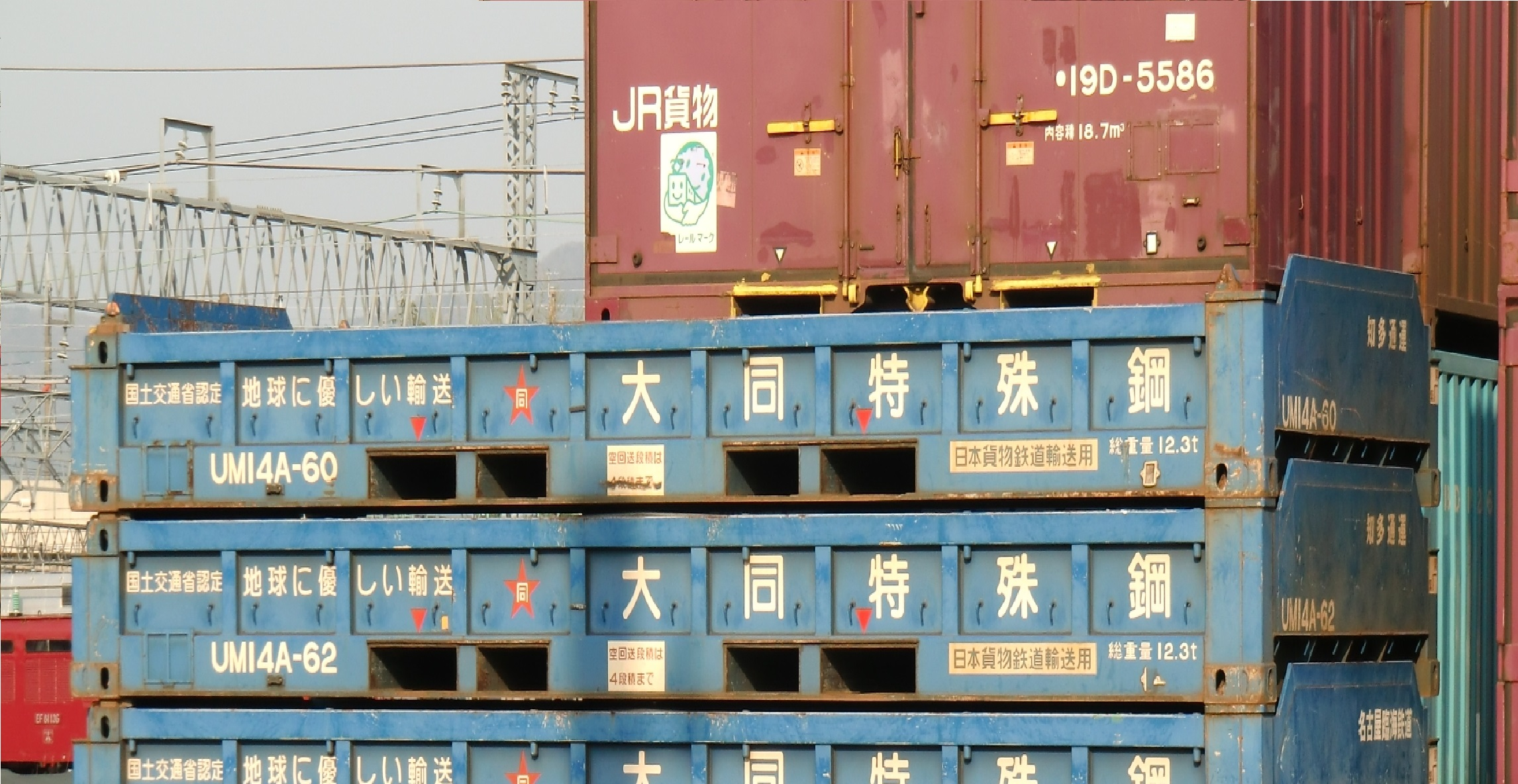
UM14A-60 知多通運所有。

70 - 87
中越通運所有。 (総重量12.3t)
※ 回送返空時は4段重ね積みが可能。

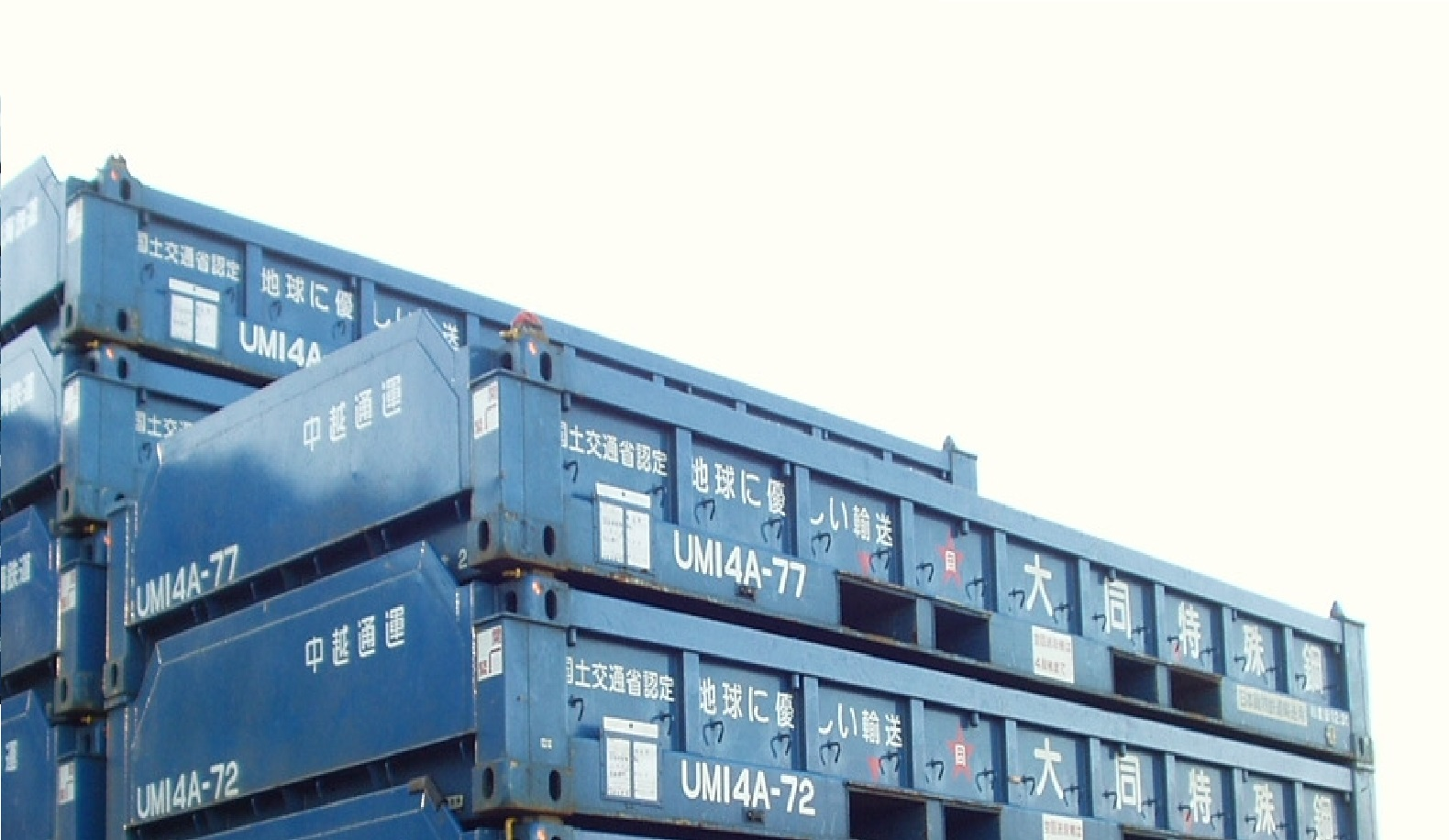
UM14A-77 中越通運所有。

88 - 91
所有者不明。
92 - 107
名古屋臨海鉄道所有。 (総重量12.3t)
※ 回送返空時は4段重ね積みが可能。

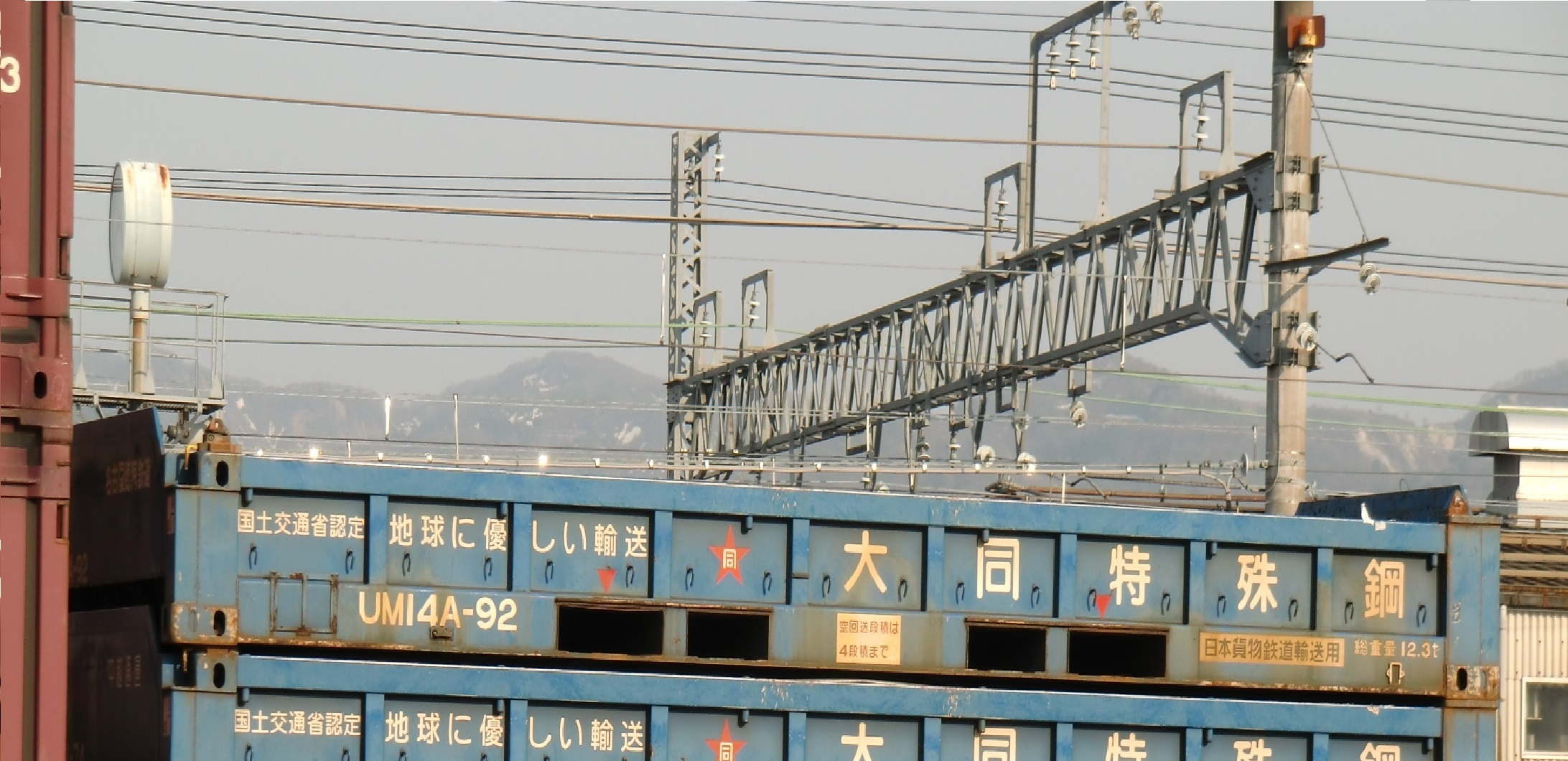
UM14A-92 名古屋臨海鉄道所有。

108 ・ 109
所有者不明。
110 - 118
丸太運輸所有。 (総重量12.3t)
※ 回送返空時は4段重ね積みが可能。

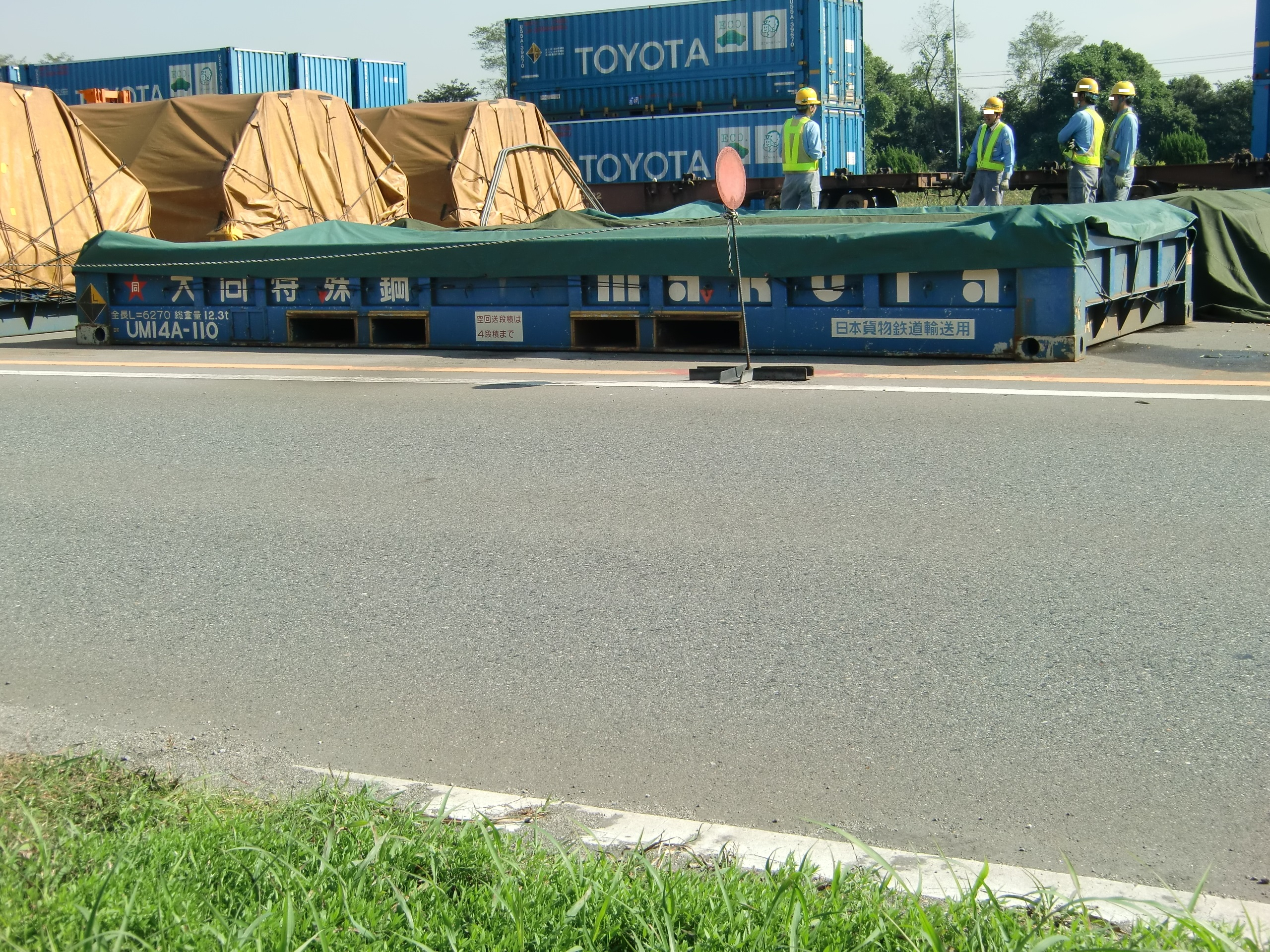
UM14A-110 丸太運輸所有。

119 - 121
所有者不明。
122 - 131
知多通運所有。 (総重量12.3t)
※ 回送返空時は4段重ね積みが可能。

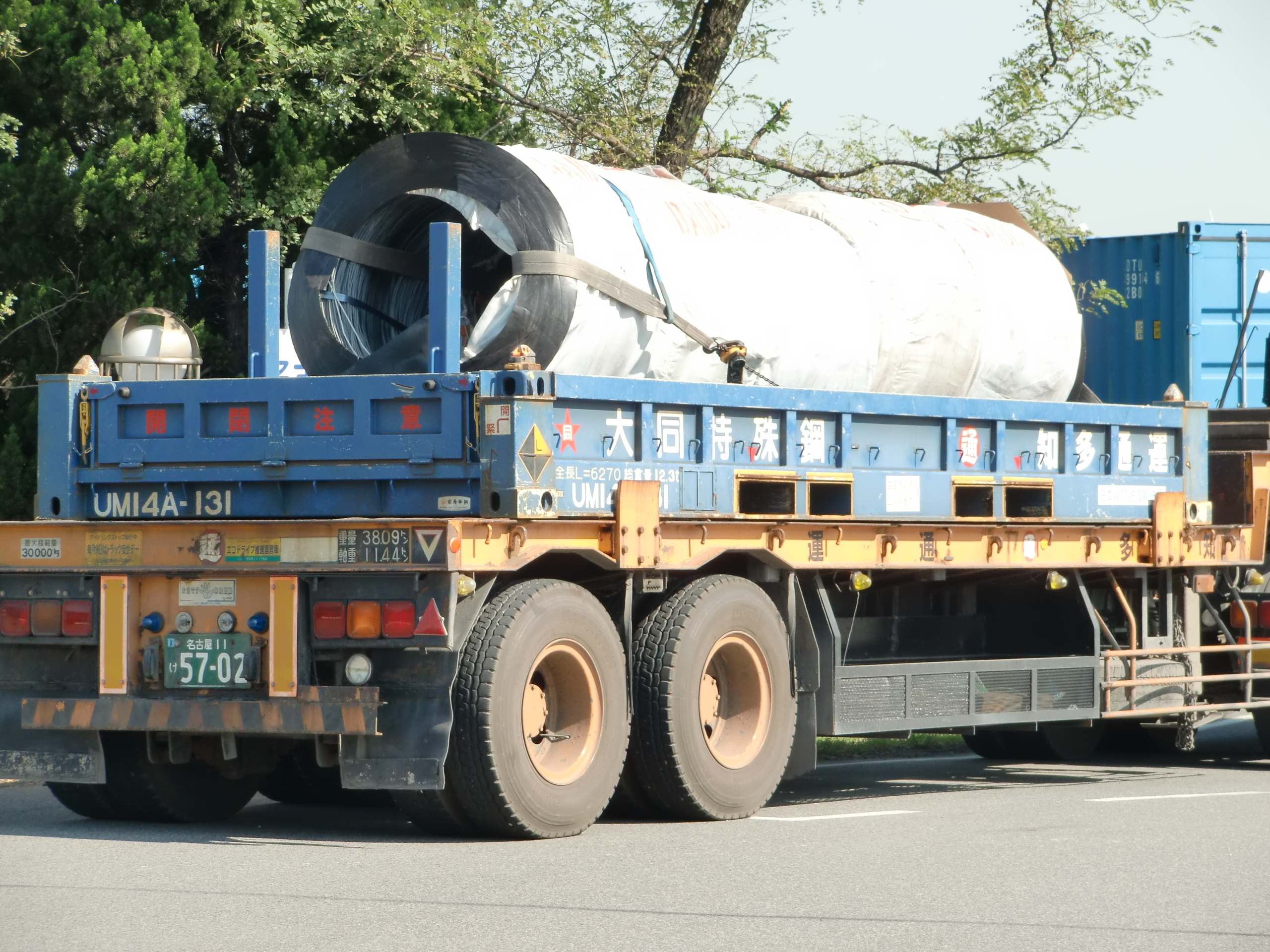
UM14A-131 知多通運所有。

132 - 142
中越通運所有。 (総重量12.3t)
※ 回送返空時は4段重ね積みが可能。
143 - 145
所有者不明。
146 - 153
名古屋臨海鉄道所有。 (総重量12.3t)
※ 回送返空時は4段重ね積みが可能。

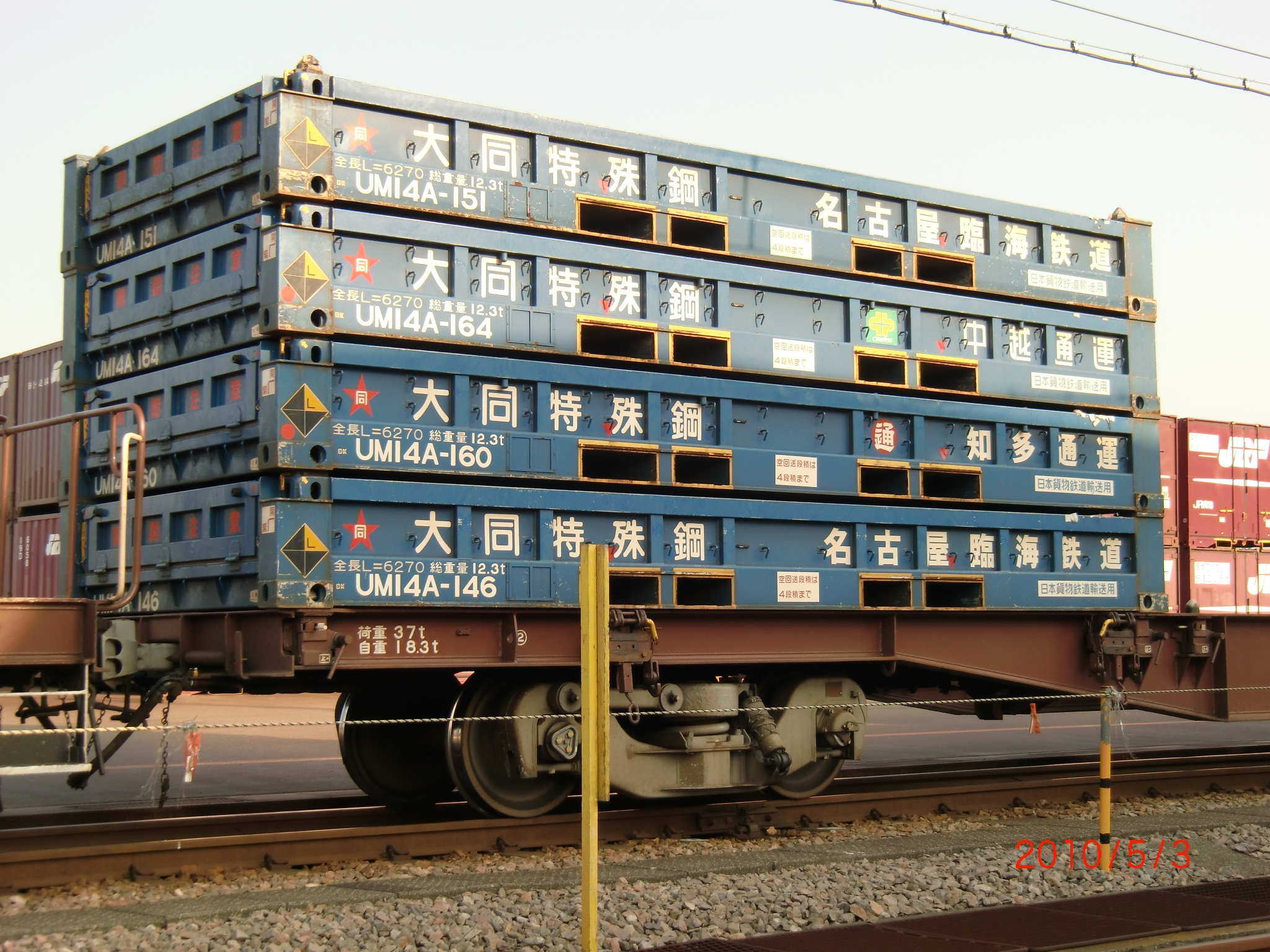
UM14A-151 名古屋臨海鉄道所有。

154
所有者不明。
155 ・ 156
丸太運輸。 (総重量12.3t)
※ 回送返空時は4段重ね積みが可能。
157 ・ 158
所有者不明。
159 - 163
知多通運所有。 (総重量12.3t)
※ 回送返空時は4段重ね積みが可能。

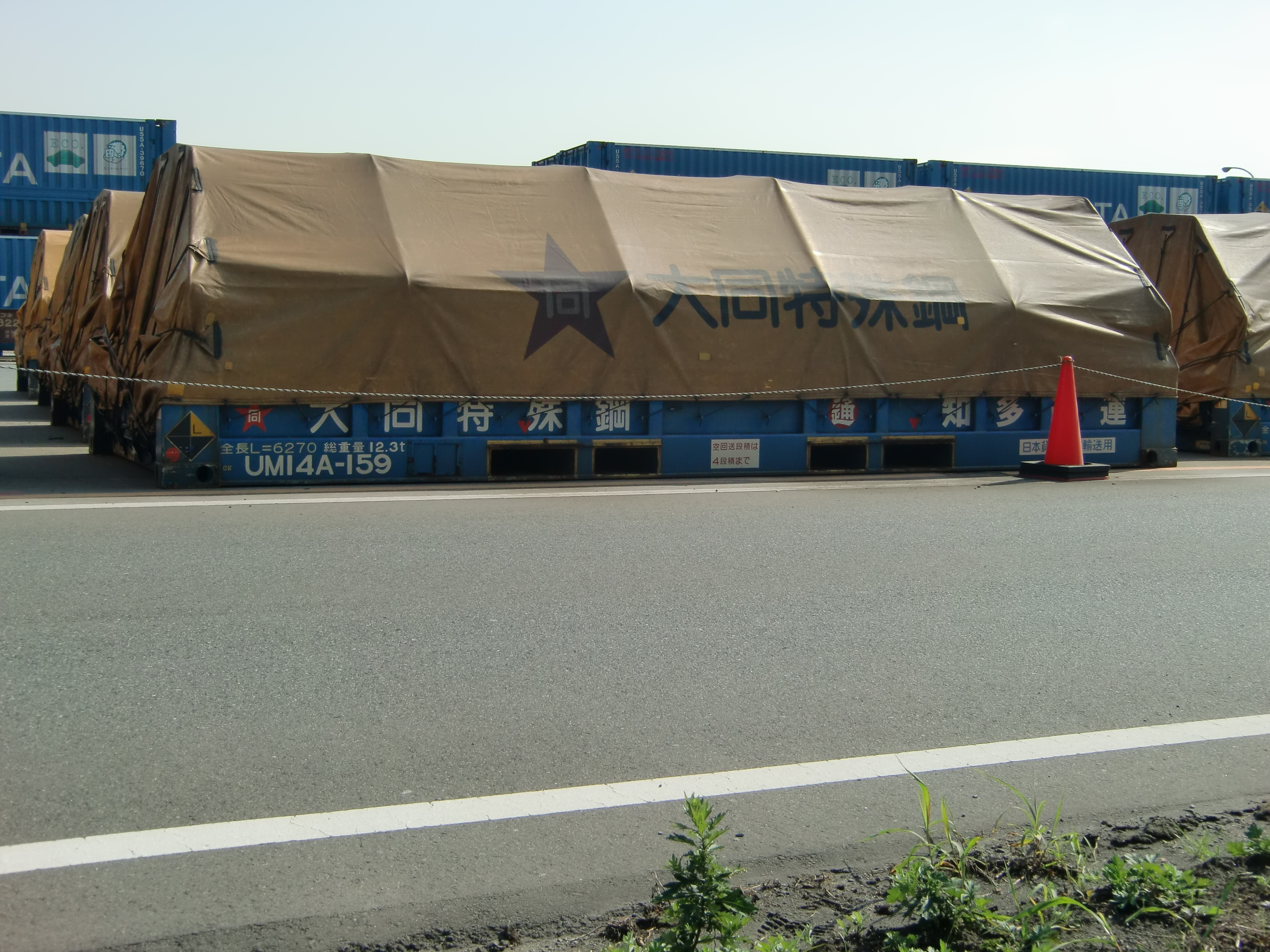
UM14A-159 知多通運所有。

164 - 168
(総重量12.3t)
※ 回送返空時は4段重ね積みが可能。

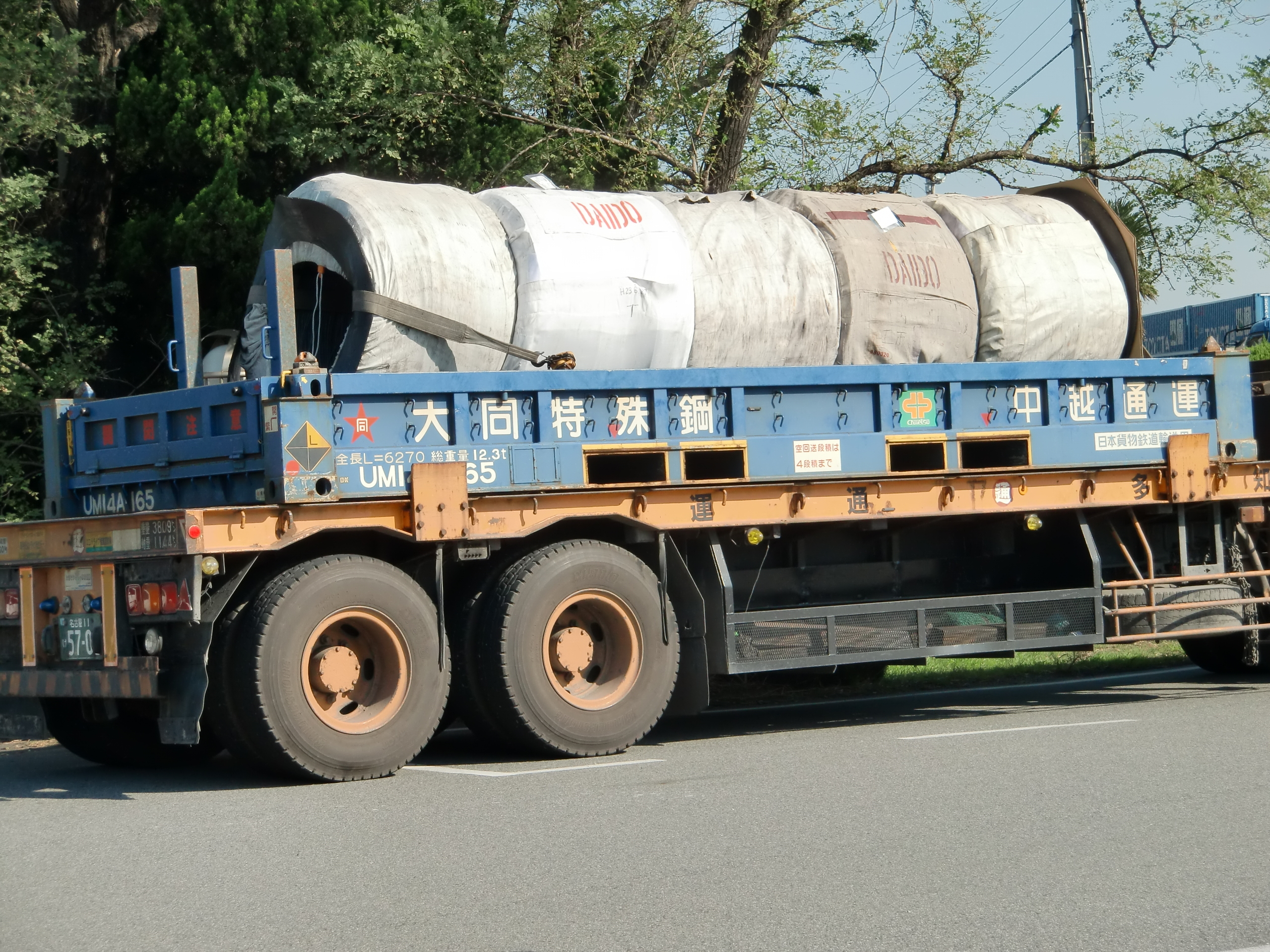
UM14A-165 中越通運所有。

169 ・ 170
所有者不明。
171 ・ 172
名古屋臨海鉄道所有。 (総重量12.3t)
※ 回送返空時は4段重ね積みが可能。

### 5000番台
5001 - 5033
サンライフ所有。 (総重量12.5t／自重2.5t)
シュレッダーダスト用コンテナ。

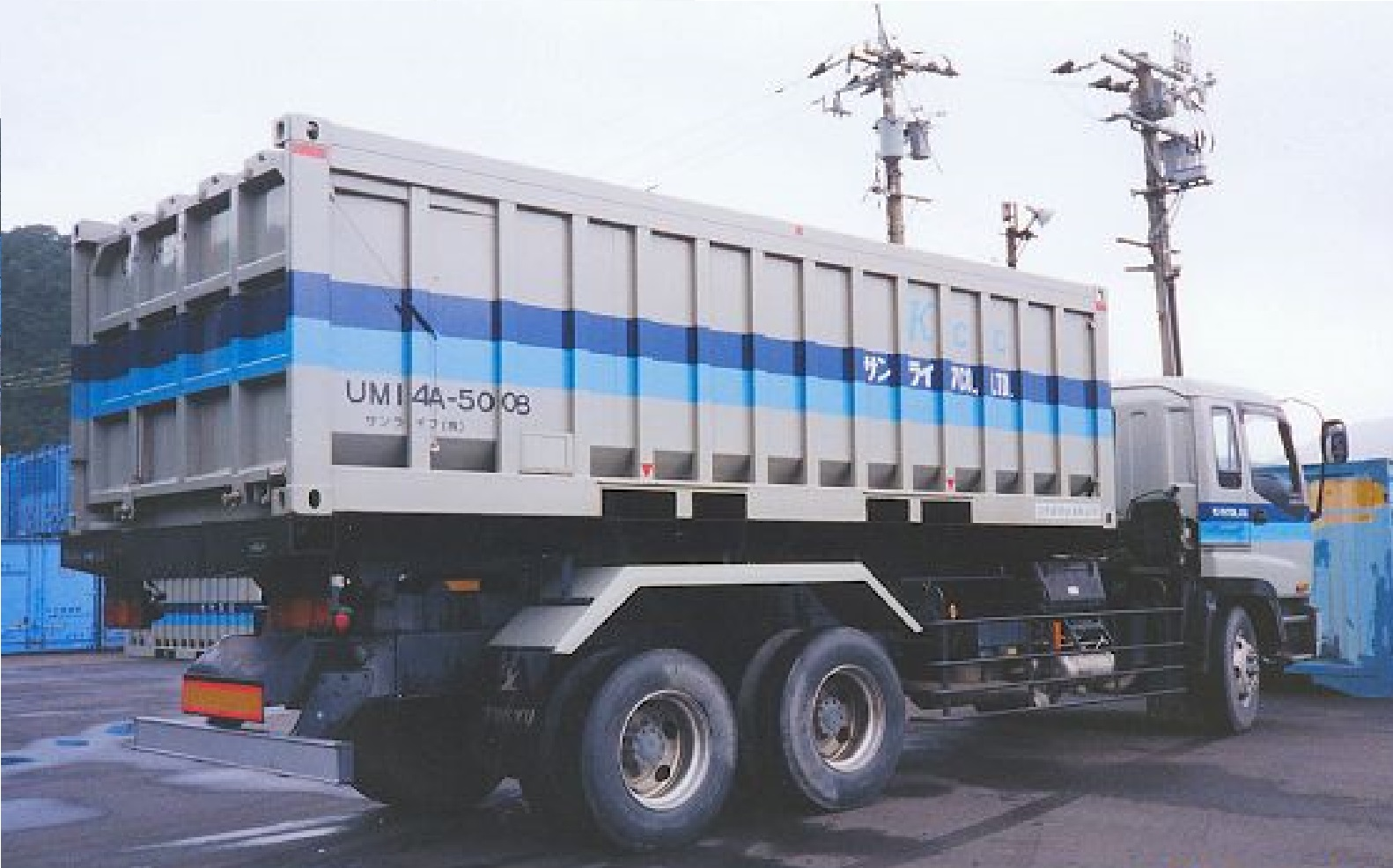
UM14A-5008 サンライフ所有。

5034 ・ 5035
日本通運所有。 (総重量13.5t)
特殊鋼輸送用コンテナ。
※ 回送返空時は3段重ね積みが可能。

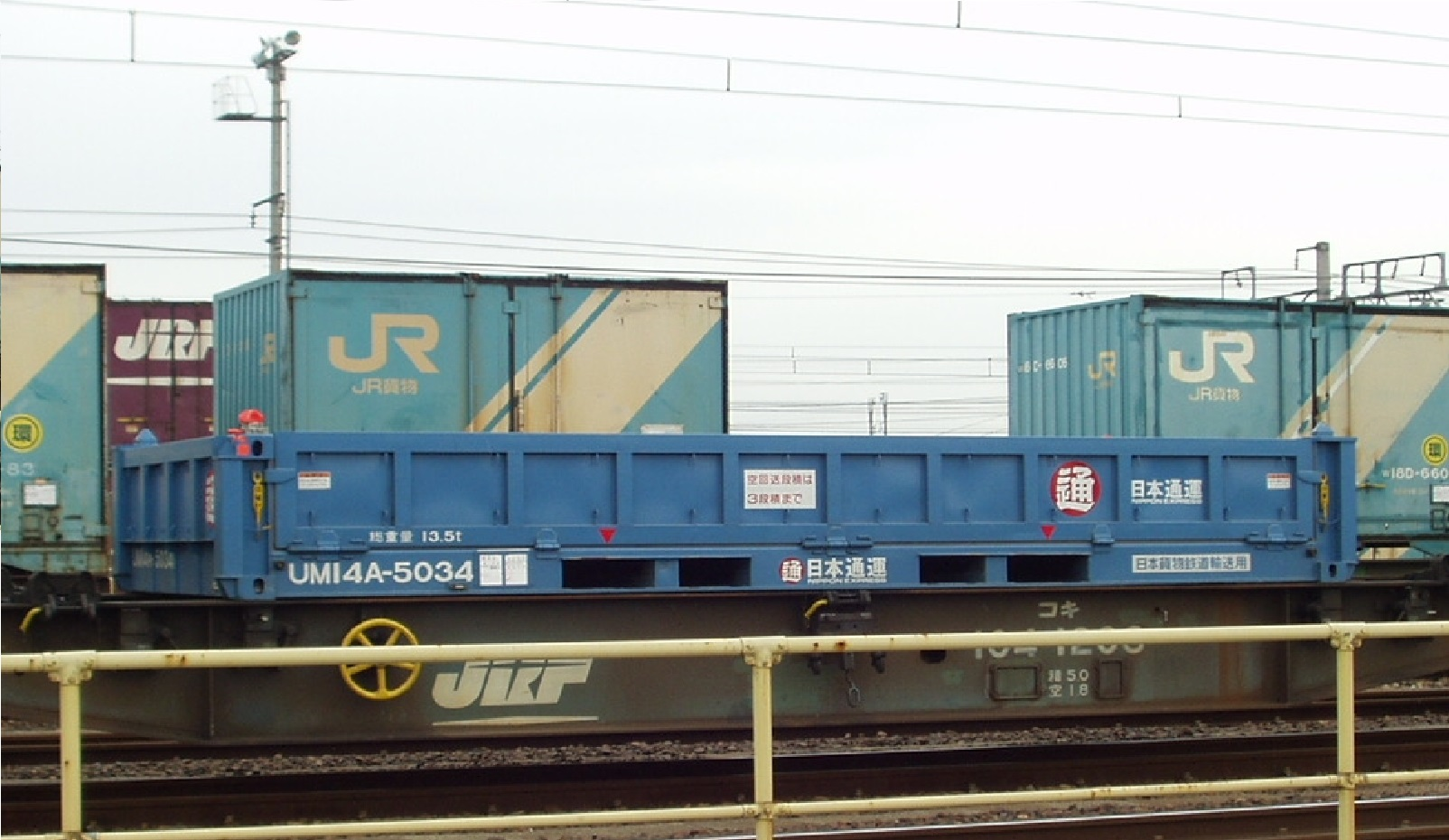
UM14A-5034 日本通運所有。

5036 ・ 5037
所有者不明。
5038 - 5056
日本石油輸送所有。 (総重量12.5t／自重2.5t)
※ 回送返空時は3段重ね積みが可能。汎用コンテナ。

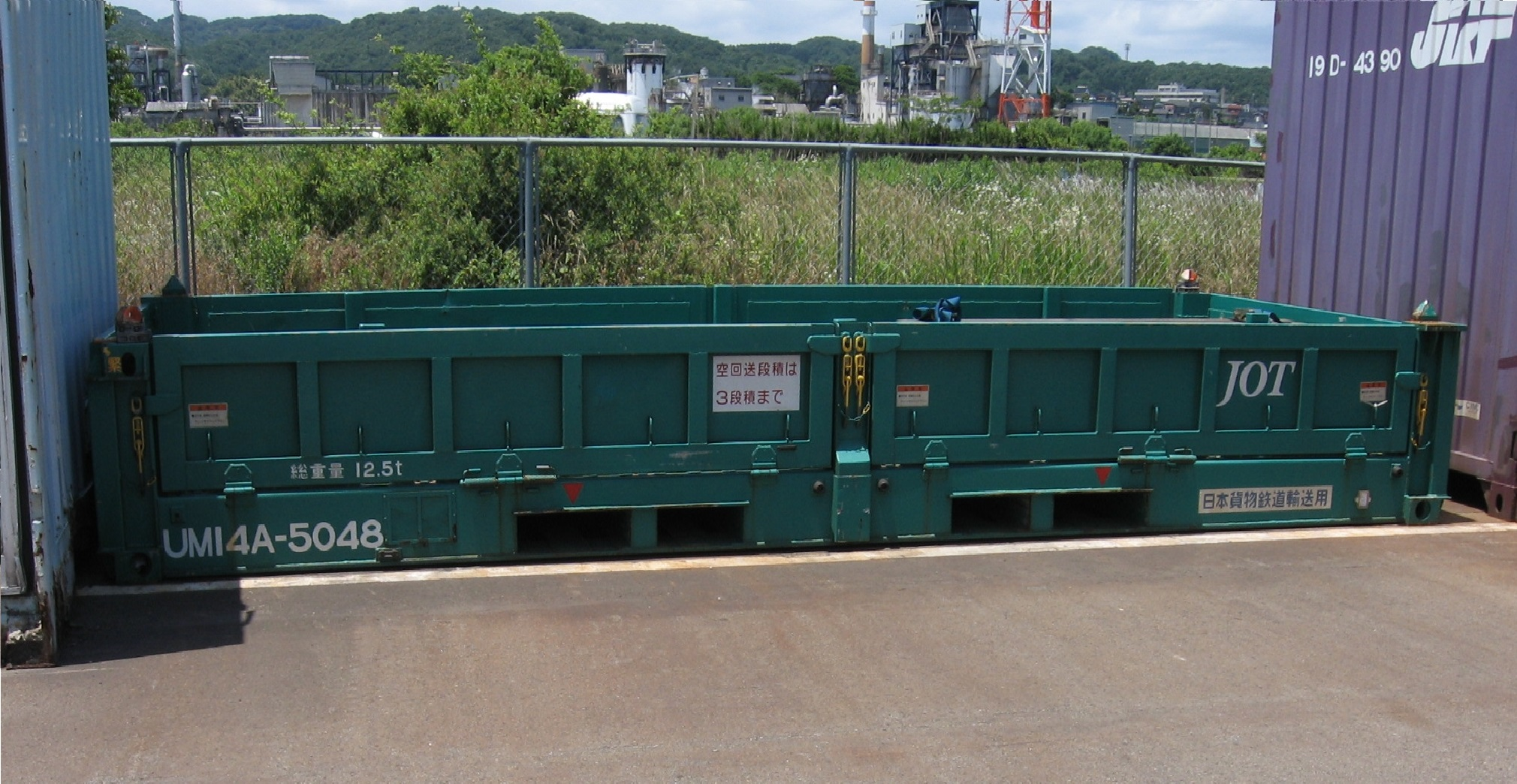
UM14A-5048 日本石油輸送所有。

5057 - 5065
日本通運所有。 (総重量13.5t)
特殊鋼輸送用コンテナ。
※ 回送返空時は3段重ね積みが可能。
5066 - 5095
山陽特殊製鋼所有。 (総重量12.3t)
※ 回送返空時は4段重ね積みが可能。

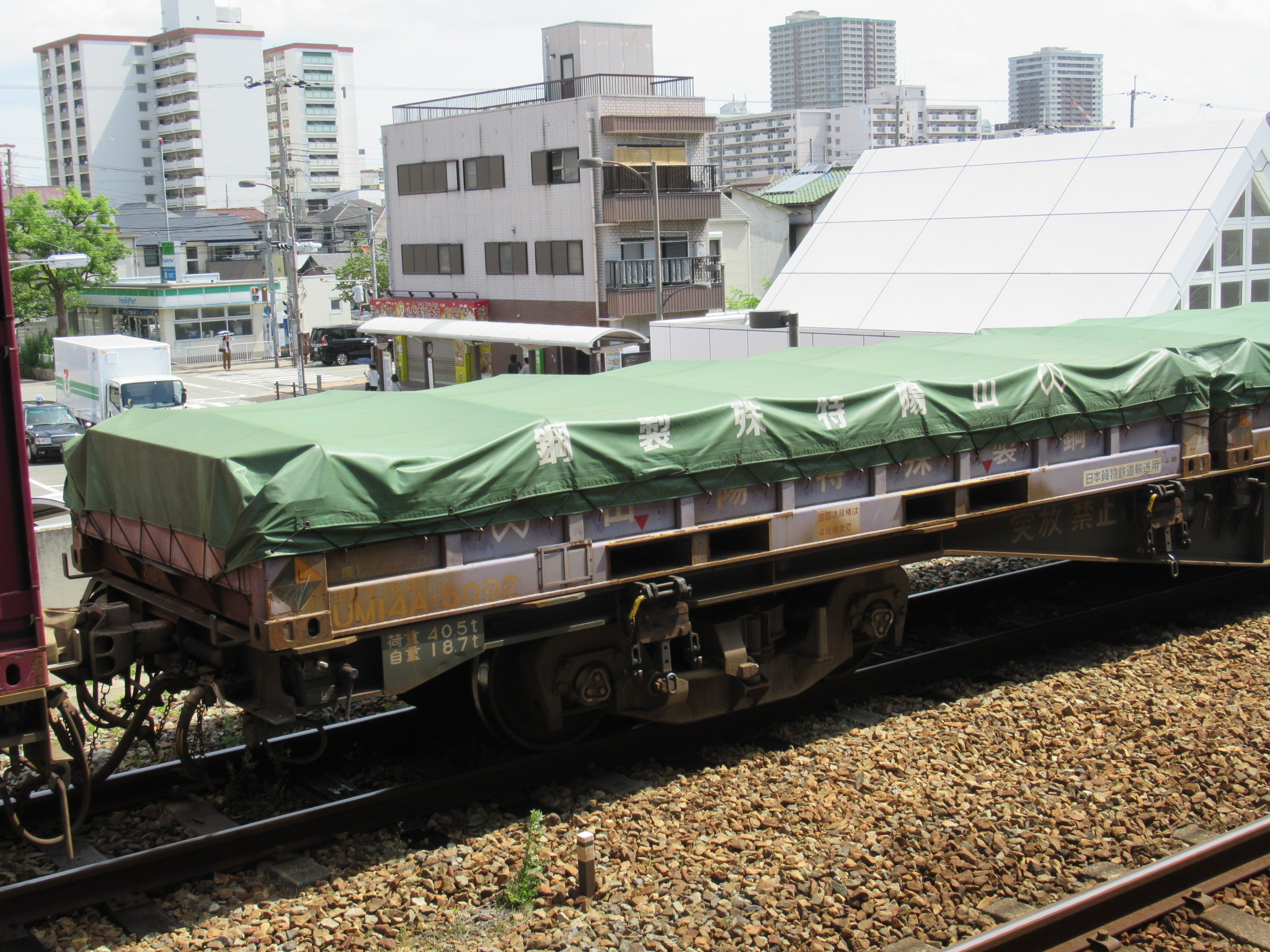
UM14A-5092 山陽特殊製鋼所有。

5096
所有者不明。
5097 - 5099
朝日工業所有。 (総重量13.5t)
特殊鋼輸送用コンテナ。
※ 回送返空時は3段重ね積みが可能。

### 8000番台
8001 ・ 8002
山九所有。 (総重量20t)
鋼材輸送用コンテナ。

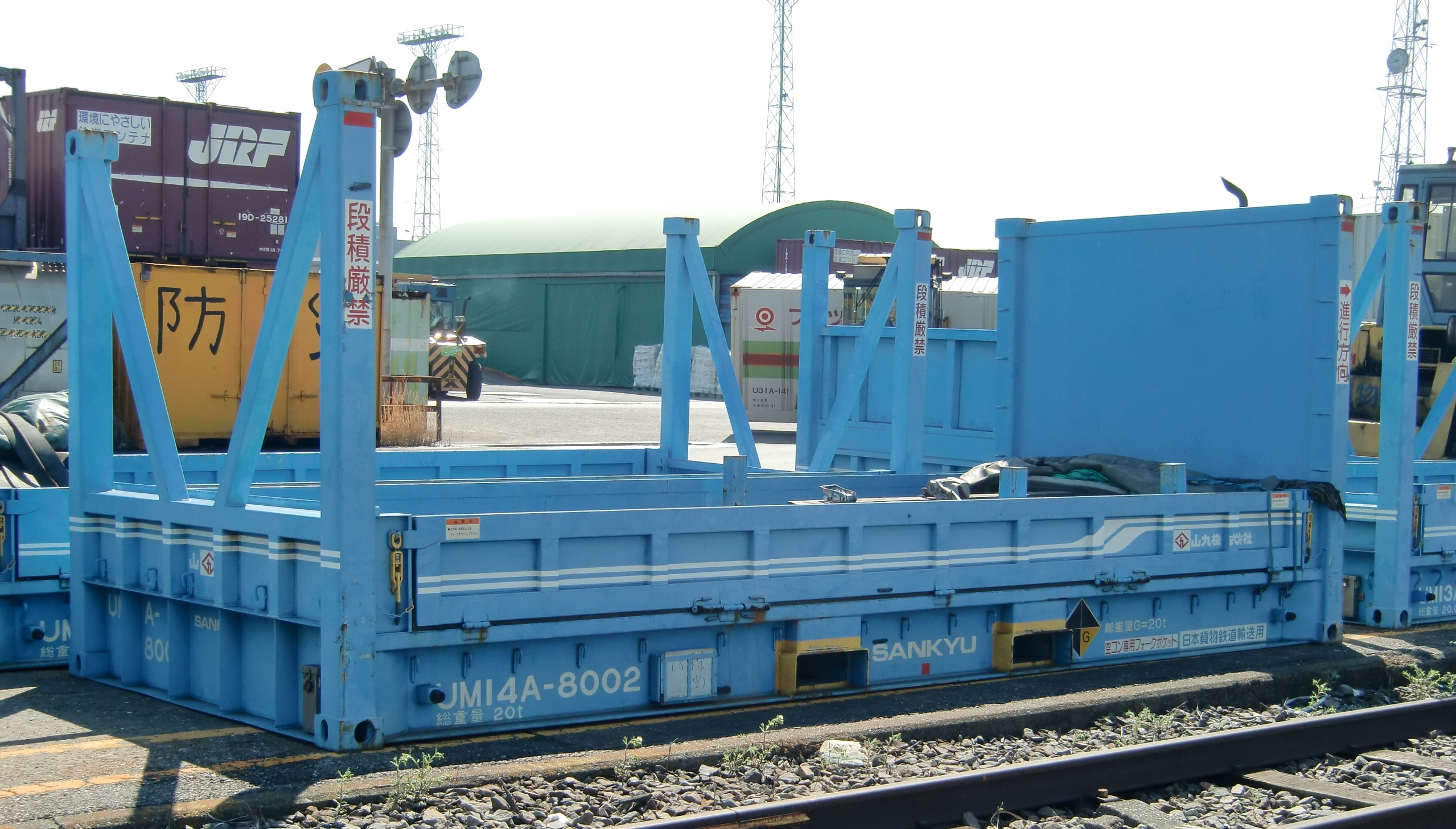
UM14A-8002 山九所有。

8003 - 8006
朝日工業所有。 (総重量13.5t)
鋼材輸送用コンテナ。

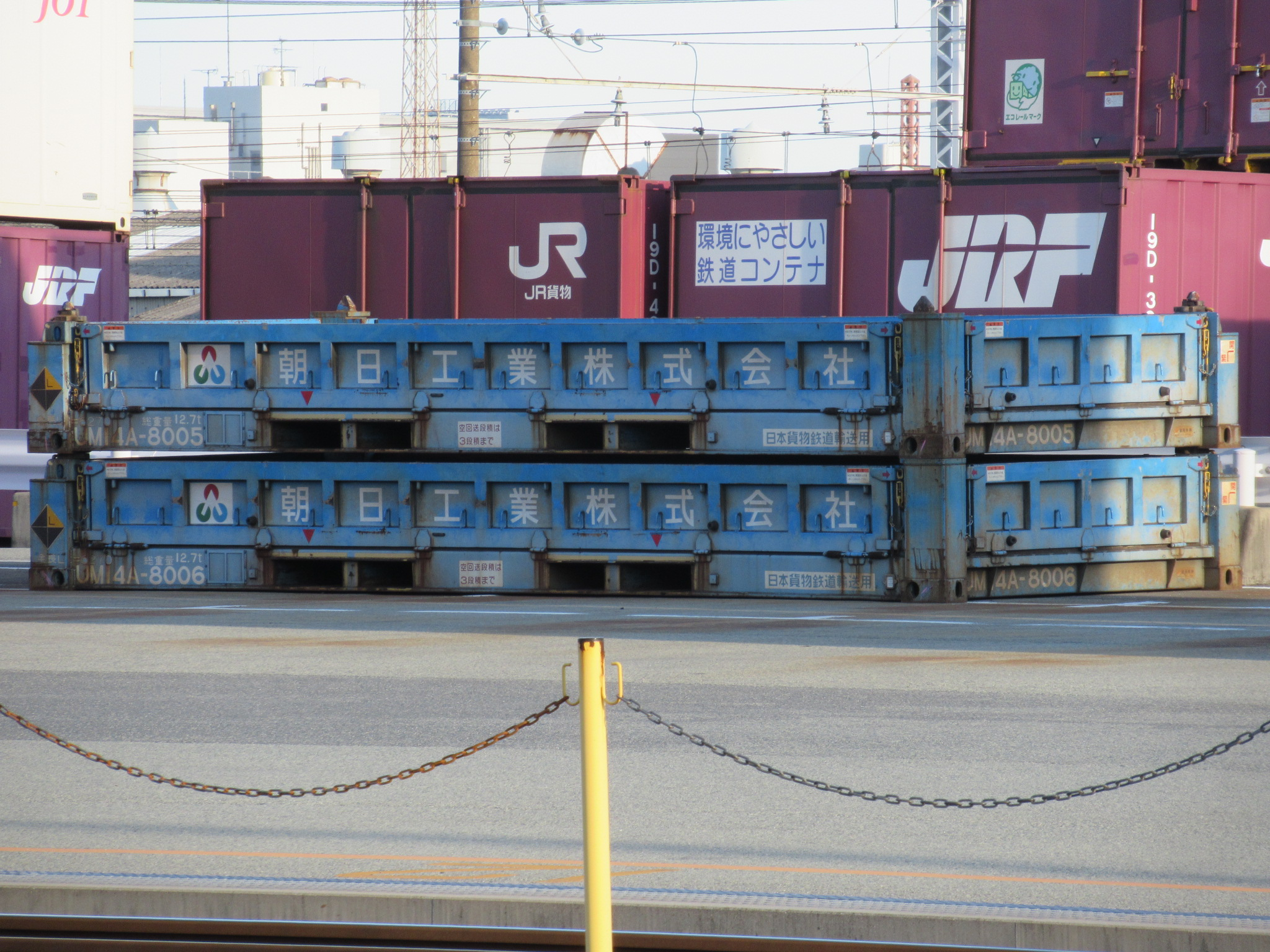
UM14A-8005、8006 朝日工業所有。